# Koganei
Koganei (小金井市, Koganei-shi) és una ciutat i municipi de Tòquio, a la regió de Kanto, Japó. La ciutat, situada a la regió del Tòquio occidental és una ciutat dormitori més, com altres de la regió, on resideixen molts dels treballadors del Tòquio central.

## Administració

### Alcaldes
- Seiichi Suzuki (1958-1967)
- Ayajirō Seki (1967-1971)
- Yūki Nagatoshi (1971-1979)
- Heiju Hoshino (1979-1981)
- Akira Hotate (1981-1987)
- Shinshichi Ōkubo (1987-1999)
- Takahiko Inaba (1999-2011)
- Kazuo Satō (2011-2011)
- Takahiko Inaba (2011-2015)
- Shin-Ichirō Nishioka (2015-actualitat)

## Demografia
| 1920    | 1930    | 1940    | 1950    | 1960   | 1970   | 1980    |
| ------- | ------- | ------- | ------- | ------ | ------ | ------- |
| 3.866   | 6.129   | 12.650  | 22.616  | 45.734 | 94.448 | 102.456 |
| 1990    | 2000    | 2010    | 2020    | 2030   | 2040   | 2050    |
| 105.899 | 111.825 | 118.888 | 127.226 | -      | -      | -       |

## Transport

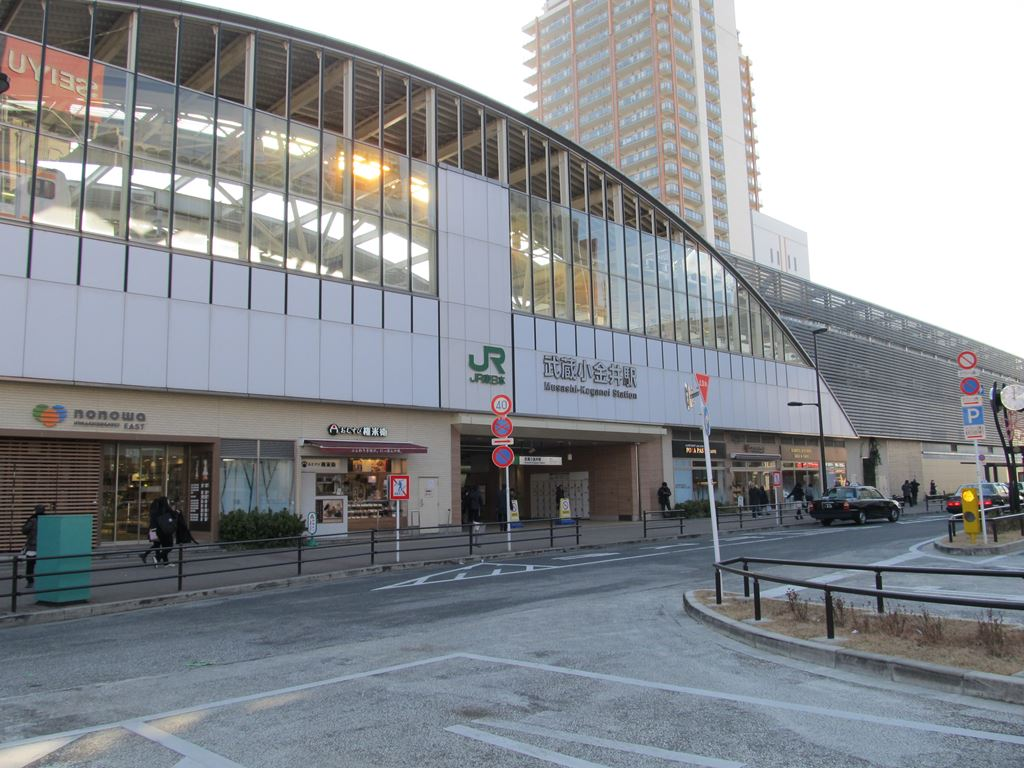
Estació de Musashi-Koganei

### Ferrocarril
- Companyia de Ferrocarrils del Japó Oriental (JR East)
  - Higashi-Koganei - Musashi-Koganei
- Ferrocarril Seibu
  - Shin-Koganei

### Carretera
Pel terme municipal de Koganei no passa cap carretera nacional ni autopista.